# Flond
Flond es una comuna suiza del cantón de los Grisones, situada en el distrito de Surselva, círculo de Ilanz. Limita al norte con la comuna de Rueun, al este con Ilanz y Luven, al sur con Surcuolm, y al oeste con Obersaxen.